# Eschiva von Ibelin

Das Wappen der Ibelin

Eschiva von Ibelin (* 1160; † 1196), auch Eschiva von Ramla, war eine Königingemahlin von Zypern.

## Leben
Sie war die Tochter von Balduin von Ibelin († 1187), dem Herrn von Ramla, und seiner Frau Richilde de Bethsan († zwischen 1196 und 1197) und gehörte somit zur einflussreichen Familie Ibelin.
Sie heiratete Amalrich I. (1145–1205), den Konstabler des Königreichs Jerusalem, der später König von Zypern (1194–1205) und König von Jerusalem (1197–1205) wurde. Diese Ehe fand irgendwann vor 1176 statt. Das Paar hatte mehrere Kinder.
Amalrich I. schenkte durch eine Urkunde vom 29. September 1195 mit Zustimmung seiner Ehefrau Eschiva Grundstücke in Nikosia an den Abt und die Chorherren des Templum Domini.
Während der ersten Jahre von Amalrichs Herrschaft wurde Eschiva von Ibelin zusammen mit ihren Kindern bei einem Überfall des Korsaren Kanakis in der Nähe des Dorfes Limnia in Famagusta gefangen genommen. Kanakis brachte sie nach Antiochia, doch nach dem Eingreifen von Leo II. von Armenien wurde sie nach Korikos gebracht. Dort holte Amalrich sie schließlich ab. Nach ihrer Befreiung verstarb Eschiva.

## Nachkommen
Aus ihrer Ehe mit Amalrich I. hatte sie sechs Kinder:
- Hugo I. (* 1195; † 1218), König von Zypern;
- Bourgogne (* um 1185/90; † nach 1205), ⚭ 1204 Walter von Montbéliard († 1212);
- Guido, Seneschall von Zypern;
- Helvis († um 1219), ⚭ 1) Eudes von Dampierre-sur-Salon, Herr von Chargey, ⚭ 2) Raimund II. Ruben (* 1199; † 1221/22), Fürst von Antiochia;
- Johannes;
- Alice.